# Alex McKenzie
Alex McKenzie est un ingénieur américain en informatique, qui fut un des pionniers d'Internet.

## Biographie
Diplômé du Stevens Institute of Technology en 1962, puis en Sciences Informatique de la Stanford University en 1963, Alex McKenzie débute, sur la période 1964-1967, au service de Honeywell Computer Systems Division, comme programmeur en langage assembleur, principalement sur des compilateurs Fortran. Il commence à travailler avec l'équipe de Bolt, Beranek and Newman en 1967, sur les systèmes en temps partagé et l'automatisation, ce qui l'amène à des travaux sur les problèmes de routage et de congestion des réseaux.
Alex McKenzie est placé entièrement au service d'ARPANET en novembre 1970, moment où le réseau dispose déjà d'une douzaine de routeurs, appelés encore Interface Message Processor (IMP). ARPANET en achète un par mois, mais recherche des protocoles lui permettant de les gérer. Alex McKenzie acquiert pour tâche de représenter les designers d'Interface Message Processor (IMP) auprès du Network Working Group (NWG), où il participe au design de la première génération de protocole "Host-level", synthétise les idées proposées et tente de les inclure dans les descriptions de protocole, tâche qu'il poursuit jusqu'à la fin des années 1970.
En octobre 1972, le NWG demande à Alex McKenzie de créer un International Network Working Group (INWG) pour tenir compte de l'apparition de routeurs dans différents autres pays (France et Canada). L'INWG devient rapidement un groupe de l'IFIP (International Federation for Information Processing Working), l'IFIP Group 6.1, consacré aux architectures et protocoles de réseaux. Alex McKenzie en est un membre actif de 1972 à 1979, puis le président de 1979 à 1982, et le secrétaire de 1982 à 1994.